# Bodianus loxozonus
Bodianus loxozonus là một loài cá biển thuộc chi Bodianus trong họ Cá bàng chài. Loài này được mô tả lần đầu tiên vào năm 1908.

## Từ nguyên
Tính từ định danh của loài được ghép bởi hai từ trong tiếng Hy Lạp cổ đại: loxos ("xiên, chéo") và zona ("dây thắt lưng"), hàm ý đề cập đến vệt đen chéo ở thân sau của chúng.

## Phạm vi phân bố và môi trường sống
Từ vùng biển ngoài khơi tỉnh Wakayama (Nhật Bản), bao gồm quần đảo Ryukyu và quần đảo Ogasawara, B. loxozonus được ghi nhận trải dài về phía nam đến đảo Đài Loan và Hồng Kông (Trung Quốc), Nha Trang và quần đảo Trường Sa (Việt Nam), Philippines, Malaysia và đảo Bali (Indonesia); mở rộng về phía đông đến nhiều đảo quốc, quần đảo thuộc châu Đại Dương (xa nhất là đến Polynésie thuộc Pháp và quần đảo Pitcairn, trừ quần đảo Hawaii), giới hạn phía nam đến bang Queensland (Úc).
B. loxozonus sống gần những rạn san hô ở ngoài khơi và trong các đầm phá, được quan sát và thu thập ở độ sâu đến ít nhất là 100 m.

## Mô tả

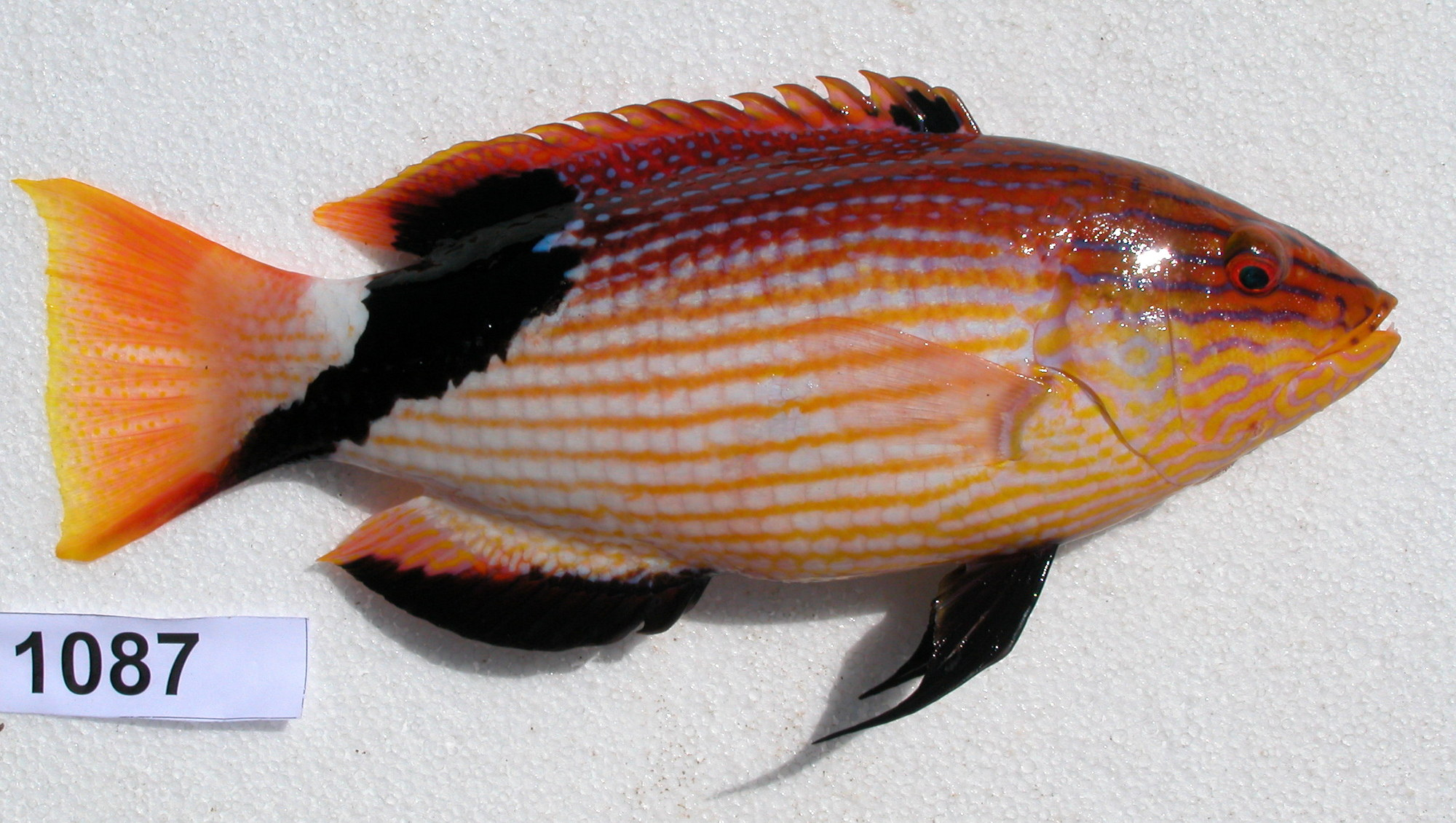
Một mẫu vật B. loxozonus (ngoài khơi Nouvelle-Calédonie)

B. loxozonus có chiều dài cơ thể tối đa được ghi nhận là 47 cm. Điểm đặc trưng của loài này là vệt xiên màu đen ở thân sau, từ vây lưng sau kéo dài xuống rìa dưới của cuống và vây đuôi, không như Bodianus macrourus có dải đen thẳng đứng cũng ở thân sau. Phần cuống đuôi sau dải đen này có màu trắng ở cá cái, thu hẹp thành một vệt trắng nhỏ ở cá đực và có thêm các vệt sọc màu cam.
B. loxozonus trưởng thành có màu nâu đỏ ở nửa thân trên với các hàng đốm màu xanh lam dọc lưng; trắng ở nửa thân dưới với các đường sọc màu vàng cam. Đầu cũng có nhiều vệt sọc màu xanh sáng. Vây bụng đen toàn bộ, còn vây hậu môn có dải đen ở rìa. ây lưng có đốm đen ở phía trước. Vây đuôi của cá cái có màu trắng, còn của cá đực là màu cam.
Số gai ở vây lưng: 12; Số tia vây ở vây lưng: 10; Số gai ở vây hậu môn: 3; Số tia vây ở vây hậu môn: 12; Số tia vây ở vây ngực: 17.

## Sinh thái học
Thức ăn của B. loxozonus là những loài thủy sinh không xương sống như nhuyễn thể và giáp xác. B. loxozonus được đánh bắt bởi những người thu mua cá cảnh.
B. loxozonus là một loài lưỡng tính tiền nữ, tức cá cái có thể chuyển đổi giới tính thành cá đực.

### Trích dẫn
- Martin F. Gomon (2006). "A revision of the labrid fish genus Bodianus with descriptions of eight new species" (PDF). Records of the Australian Museum, Supplement. Quyển 30. tr. 1–133. ISSN 0812-7387.